# Harry Potter e la camera dei segreti (videogioco)
Harry Potter e la camera dei segreti è un videogioco tratto dall'omonimo libro scritto da J. K. Rowling, ispirato all'omonimo film. È stato commercializzato nel 2002 dalla Electronic Arts e sviluppato da Eurocom per PlayStation 2, Xbox e GameCube. Le versioni per PC, Game Boy Advance e Game Boy Color sono di poco successive. È stato l'ultimo gioco per Game Boy Color pubblicato negli Stati Uniti e l'ultimo della saga realizzato per la PlayStation.
La colonna sonora del gioco è stata realizzata da Jeremy Soule, stesso compositore di The Elder Scrolls IV: Oblivion e di The Elder Scrolls V: Skyrim

## Trama
Durante l'estate, un elfo domestico di nome Dobby, appare nella camera di Harry per avvertirlo di non tornare a Hogwarts, altrimenti correrebbe un pericolo mortale.
Harry ignora l'avvertimento e inizia il suo secondo anno. 
Tuttavia, presto scoprirà che qualcosa di oscuro si aggira per le sale della scuola. Alcuni studenti figli di babbani, vengono misteriosamente pietrificati e un'antica leggenda riguardante la Camera dei Segreti viene evocata. 
Guidato da indizi e misteri, Harry esplorerà Hogwarts, risolvendo enigmi e sfidando pericoli per scoprire la verità dietro la Camera dei Segreti e fermare il terrore che minaccia la scuola. Lungo il percorso, Harry dovrà affrontare temibili creature, risolvere rompicapi magici e sconfiggere un nemico oscuro che si cela nelle profondità di Hogwarts. 
Con l'aiuto dei suoi amici Ron e Hermione, Harry dovrà riportare la pace a Hogwarts e svelare il mistero della Camera dei Segreti prima che sia troppo tardi.

## Modalità di gioco

Una schermata di gioco su PlayStation 2

In questo capitolo, oltre che con l'esplorazione delle locazioni tratte dal libro, il protagonista, Harry Potter, è in grado di cimentarsi con numerosi mini-giochi. Sono presenti nuovi incantesimi (come lo Skurge, il Diffindo), oltre che innovazioni tecniche nelle gare di Quidditch o nei duelli fra maghi. Inoltre è possibile preparare pozioni rigeneratrici per recuperare la salute persa. Il prodotto risulta comunque ancora indirizzato all'infanzia, e risulta decisamente troppo semplice per giocatori esperti. Alcune differenze col predecessore:
- il gioco permette anche nella versione per PC di esplorare il castello in qualsiasi momento in maniera libera (la versione per PC del primo titolo era l'unica a non permetterlo).
- è possibile ripetere le sfide degli incantesimi in qualsiasi momento (utile per far guadagnare ulteriori punti alla casa dei Grifondoro nel caso che, al momento di andare alla cerimonia per la Coppa delle case, i Serpeverde si trovino in vantaggio).
- il campionato di Quidditch è completo, ma vi è possibilità di perdere le partite.

## Riconoscimenti
Harry Potter e la camera dei segreti, ha vinto il premio per le migliori musiche alla 1ª edizione dei British Academy Video Game Awards nel 2003.

## Curiosità
La versione del gioco per Ps2 è uscita prima del primo capitolo, inoltre alcuni dialoghi sono stati riutilizzati nella versione italiana del gioco.

## Accoglienza
| Testata    | Giudizio | Giudizio | Giudizio | Giudizio | Giudizio | Giudizio | Giudizio |
| Testata    | GBA      | GBC      | GC       | PC       | PS       | PS2      | Xbox     |
| ---------- | -------- | -------- | -------- | -------- | -------- | -------- | -------- |
| Metacritic | 76/100   | N / A    | 77/100   | 77/100   | N / A    | 71/100   | 77/100   |

| Testata                           | Giudzio | Giudzio | Giudzio | Giudzio | Giudzio | Giudzio | Giudzio |
| Testata                           | GBA     | GBC     | GC      | PC      | PS      | PS2     | Xbox    |
| --------------------------------- | ------- | ------- | ------- | ------- | ------- | ------- | ------- |
| TuttoGioco                        | N / A   | N / A   | N / A   | N / A   | N / A   | 4.5/5   | N / A   |
| Electronic Gaming Monthly         | 8/10    | N / A   | 7,33/10 | N / A   | N / A   | 7.5/10  | N / A   |
| Game Informer                     | N / A   | N / A   | N / A   | N / A   | N / A   | 6/10    | N / A   |
| GamePro                           | 3/5     | 4.5/5   | 4.5/5   | N / A   | N / A   | 3/5     | 4.5/5   |
| GameSpot                          | 7/10    | N / A   | 7.3/10  | N / A   | N / A   | 7.3/10  | 7.3/10  |
| GameSpy                           | N / A   | N / A   | N / A   | 3/5     | N / A   | N / A   | N / A   |
| Game area                         | 7.2/10  | N / A   | 8,8/10  | 7.5/10  | N / A   | 9/10    | 8,8/10  |
| IGN                               | 7.8/10  | N / A   | 8.9/10  | 8/10    | N / A   | 8.4/10  | 8.7/10  |
| Nintendo Power                    | 4/5     | 3.6/5   | 4.4/5   | N / A   | N / A   | N / A   | N / A   |
| Official PlayStation USA magazine | N / A   | N / A   | N / A   | N / A   | 3/5     | 4.5/5   | N / A   |
| Official Xbox Magazine            | N / A   | N / A   | N / A   | N / A   | N / A   | N / A   | 7,5/10  |
| PC Gamer                          | N / A   | N / A   | N / A   | 75%     | N / A   | N / A   | N / A   |
| Entertainment Weekly              | N / A   | N / A   | Si+     | N / A   | N / A   | Si+     | Si+     |

Il gioco ha ricevuto recensioni "generalmente favorevoli", secondo l'aggregatore di recensioni Metacritic . Entertainment Weekly gli ha dato un B+. 

### Vendite
La versione Xbox ha ricevuto un'edizione Platinum Family Hits per aver venduto oltre 100.000 copie. La colonna sonora del gioco, creata da Jeremy Soule, è stata premiata con un British Academy Video Games Award per la migliore colonna sonora, categoria musica per videogiochi.  Durante la sesta edizione annuale degli Interactive Achievement Awards , l' Academy of Interactive Arts & Sciences ha nominato Chamber of Secrets per il premio " Family Game of the Year ", che è stato infine assegnato a Mario Party 4. 
Negli Stati Uniti, la versione per Game Boy Advance di The Chamber of Secrets ha venduto 970.000 copie e ha guadagnato 25 milioni di dollari entro agosto 2006. Durante il periodo tra gennaio 2000 e agosto 2006, è stato il 18° gioco più venduto lanciato per Game Boy Advance, Nintendo DS o PlayStation Portable in quel paese. 
Entro luglio 2006, la versione PlayStation 2 di Chamber of Secrets aveva venduto 700.000 copie e guadagnato 28 milioni di dollari negli Stati Uniti. Next Generation lo ha classificato come l'89° gioco più venduto lanciato per PlayStation 2 , Xbox o GameCube tra gennaio 2000 e luglio 2006. Le vendite combinate di console della linea Harry Potter hanno raggiunto 3 milioni di unità negli Stati Uniti entro luglio 2006.  La versione PlayStation 2 ha anche ricevuto un premio di vendita "Platinum" dall'Entertainment and Leisure Software Publishers Association (ELSPA),  indicando vendite di almeno 300.000 copie nel Regno Unito. Il gioco ha venduto 9 milioni di copie entro il 2003 e ha generato 500 milioni di dollari di entrate. 